# Завоювання угорцями Паннонського басейну

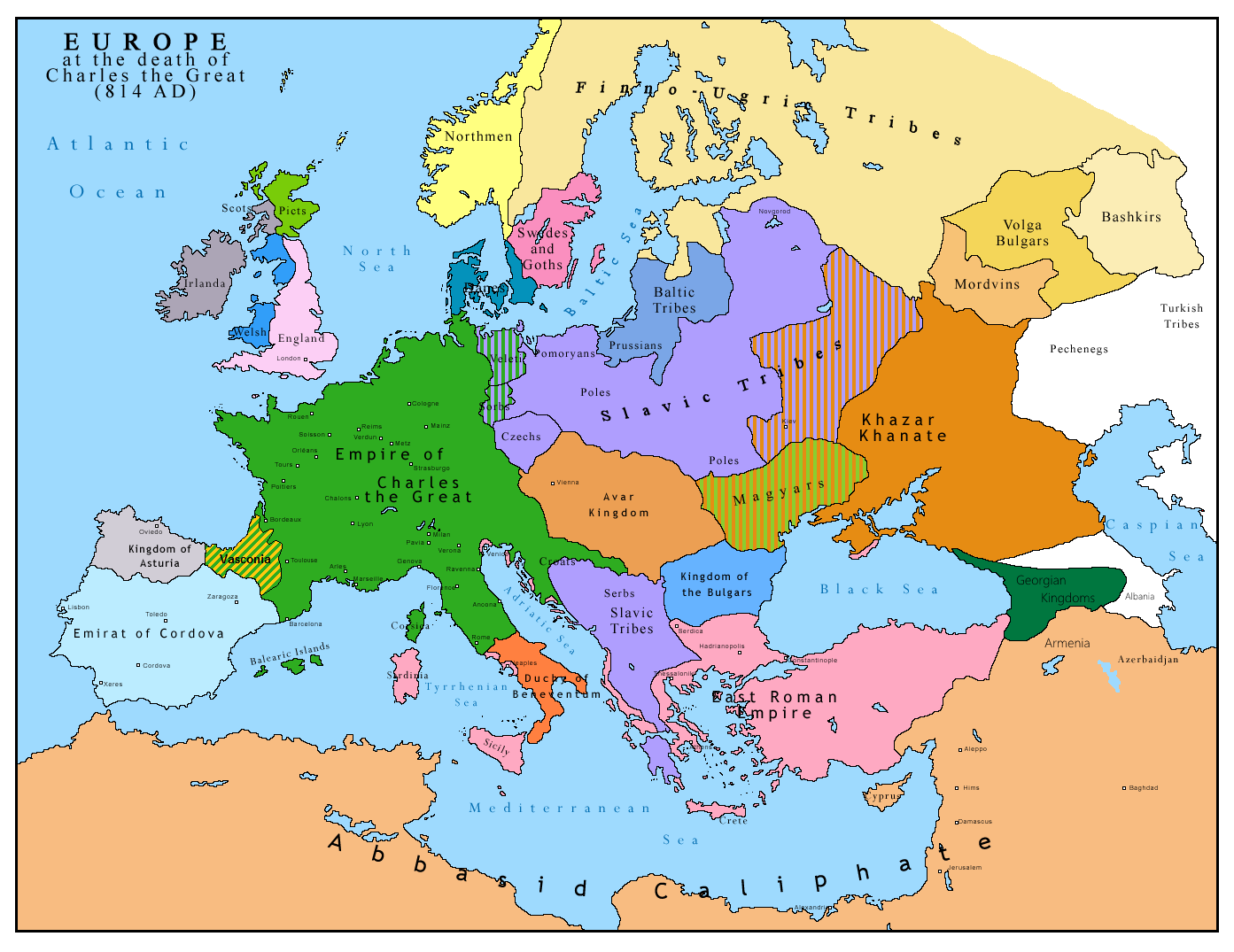
Європа в 814 році

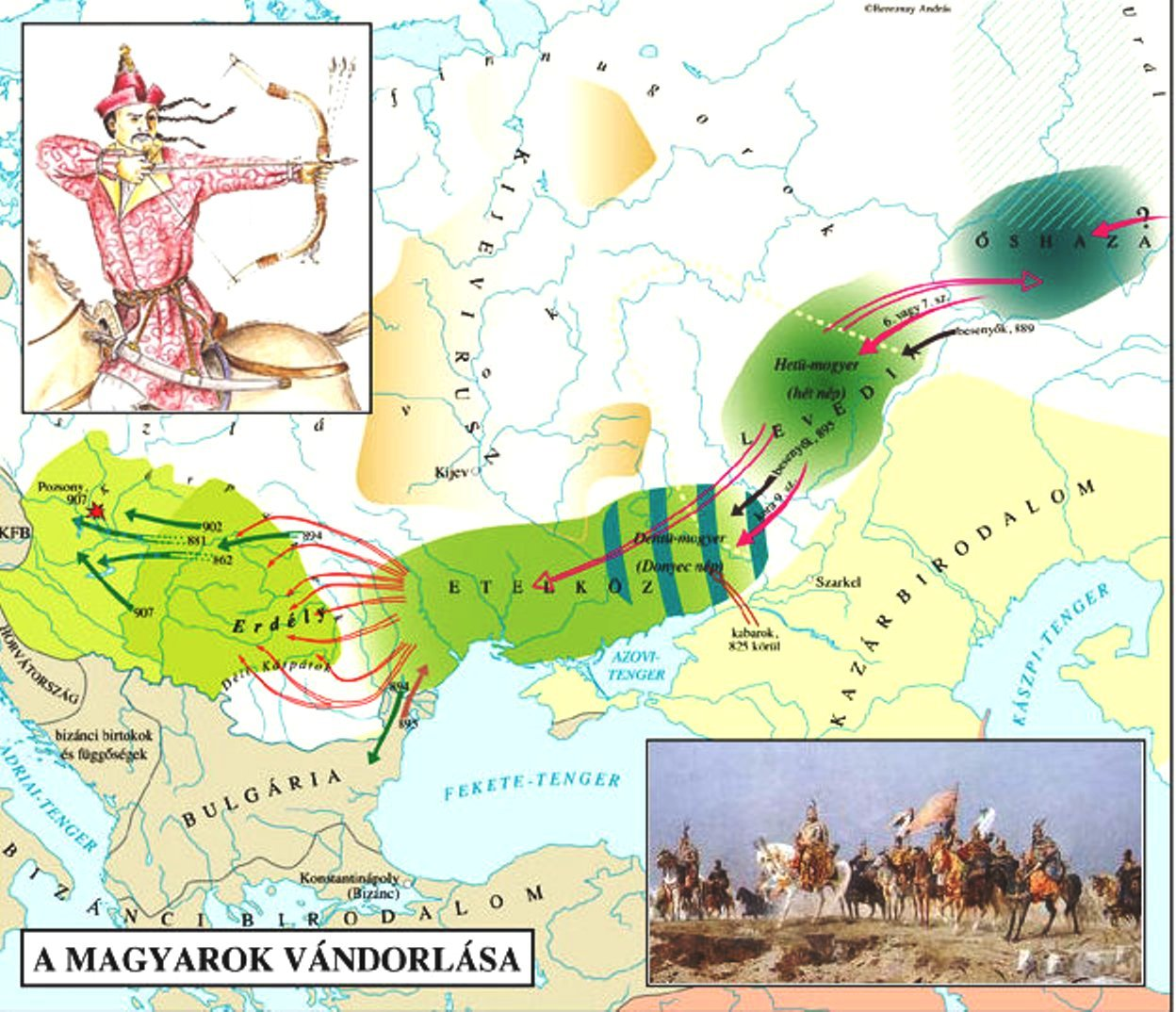
Міграція угорців

Завоювання угорцями Паннонського басейну, також Угорське завоювання (угор. honfoglalás: «завоювання батьківщини») — це загальний термін історичного періоду, що охоплює другу половину IX століття аж до 896 року, коли давньоугорська конфедерація племен на чолі з Арпадом і Курсаном переселяється з Північного Причорномор'я в Паннонію.
Угорські племена напівкочівників-скотарів, батьківщиною яких сучасні дослідники вважають області на схід від Уралу, у I тисячолітті нашої ери переселилися, імовірно, в басейн Ками, потім — у причорноморські та приазовські степи і тривалий час перебували під владою хозарів.
Перед приходом угорців три ранньосередньовічні держави (Перше Болгарське царство, Східне Франкське королівство і Велика Моравія) воювали один з одним за контроль над Паннонським басейном. Вони іноді наймали угорську кінноту. Таким чином, угорці, які жили в Північному Причорномор'ї, були знайомі з їхньою майбутньою батьківщиною, коли почалося її «завоювання».
Угорське завоювання почалося в контексті «пізнього або малого переселення народів». Сучасні джерела свідчать, що угорці перейшли Карпати в 894 або 895 році після спільного нападу печенігів і болгар проти них. Вони спочатку взяли під свій контроль низовини на схід від річки Дунай, а потім у 900 році атакували й зайняли Паннонію (регіон на захід від Дунаю). Вони використали внутрішні конфлікти у Великій Моравії і знищили цю країну приблизно між 902 і 906 роками.
Угорці зміцнили свій контроль над Паннонським басейном, перемігши баварську армію в битві при Прессбурзі 4 липня 907 року. Вони здійснили серію нападів між 899 і 955 роками, а також орієнтувалися на Візантійську імперію між 943 і 971 роками. Однак вони поступово осіли в Паннонському басейні й заснували там близько 1000 року християнську монархію — Угорське королівство.